# Srednji Lipovac
Srednji Lipovac – wieś w Chorwacji, w żupanii brodzko-posawskiej, w gminie Nova Kapela. W 2011 roku liczyła 302 mieszkańców.